# Virginia Larson
Virginia Larson, född 9 oktober 1844 i Ljungby, Kalmar län, död 20 januari 1893 i Stockholm, var en svensk målare.

## Biografi
Larson var dotter till häradshövdingen Axel Larsson och Maria Fahlbäck. Hon studerade vid Konstakademien i Stockholm under åren 1865–1869 samt även för Egron Lundgren och Edward Bergh. Därefter företog hon studieresor till Frankrike och Italien. I fem år var hon bosatt i Rom för att 1873 återvända till Sverige. Hon arbetade huvudsakligen i akvarell och utförde många landskap, genrebilder och porträtt. Hon finns representerad på Nationalmuseum i Stockholm, Vänersborgs museum, Norrköpings konstmuseum och på Kalmar konstmuseum.